# معاهدة سراف
معاهدة سراف كانت معاهدة بين الدولة العثمانية وبلاد فارس الصفوية بعد حرب 1615-1618. ووُقعت في 26 سبتمبر 1618.

## الخلفية
حسب معاهدة نصوح پاشا في 1612 وافقت الدولة العثمانية على أن تعيد القوقاز وشمال غرب إيران إلى الدولة الصفوية. ومقابل ذلك، وافقت الدولة الصفوية على أن تدفع خراج سنوي قدره 200 مثقال من الحرير كجزء من التعويضات. إلا أن الشاه عباس الأول رفض دفع الخراج. فنشبت الحرب مرة أخرى في 1615.

## الحرب
حاول القائد الأعلى العثماني الصدر الأعظم اوكوز قرة محمد پاشا أن يستولي على يريفان (أرمينيا الحالية) التي كان قد أخلاها منذ فترة قصيرة طبقاً لمعاهدة نصوح باشا. إلا أنه فض الحصار بعد 44 يوماً. هدف القائد الأعلى التالي دماد خليل پاشا كان أردبيل. وفي تلك المرة جنح عباس للسلام.

## البنود
كانت بنود المعاهدة مشابهة لتلك في معاهدة نصوح پاشا مع العديد من التصليحات الصغيرة في خط الحدود. كذلك، فإن الخراج السنوي من جانب الفرس انخفض من 200 مثقال إلى 100 مثقال.

## تبعاتها
أثبتت هذه المعاهدة أن تعادلاً بين الدولة العثمانية والدولة الصفوية قد تم التوصل إليه وأن أياً من الطرفين لن يحصل على مغانم إقليمية تُذكر من الطرف الآخر على المدى البعيد. وطيلة العقود التالية كانت هناك مرات نجح فيها العثمانيون في غزو تبريز وكانت هناك مرات نجح فيها الفرس في الإستيلاء على بغداد. إلا أن تلك الانتصارات كانت مؤقتة واستمر توازن القوى بين الدولتين حتى القرن العشرين.

## الهامش
1. ↑  Academic essay (بالتركية) [وصلة مكسورة] نسخة محفوظة 13 نوفمبر 2013 على موقع واي باك مشين.
2. ↑  Prof.Yaşar Yücel-Prof Ali Sevim:Türkiye tarihi Vol. III, AKDTYKTTK Yayınları, 1991, 44-45